# Budō
Budō (jap. 武道 budō) – droga walki, sztuka wojenna.

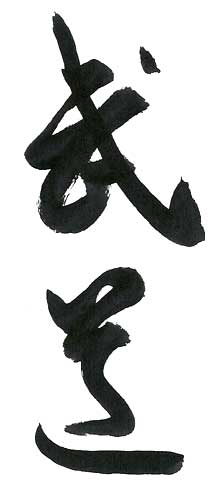
Kaligrafia: budō

Termin budō jest bliski dwu innym: bujutsu (technika, sztuka walki) i bugei (ćwiczenie umysłu i ciała poprzez uprawianie sztuk walki).
W okresie Meiji (1868–1912) oraz na początku okresu Shōwa (1926–1989) pojawiło się wymaganie wyższego „uduchowienia” japońskich sztuk walki. Ponieważ dotychczas stosowany termin bujutsu implikował trening natury raczej technicznej, wskazywano, że powinno pojawić się nowe określenie odzwierciedlające właśnie tę duchową naturę sztuk walki. 
W roku 1919 organizacja Dai Nippon Butokukai, jednocząca wówczas główne japońskie sztuki walki, postawiła na nowoczesność gekken (japońską szermierkę na miecze), jūjutsu (japoński sposób walki wręcz) oraz kyūjutsu (japońskie łucznictwo) i zaczęła propagować odpowiednio: kendō, jūdō i kyūdō. Termin budō odnosił się wówczas do tych trzech dyscyplin. 
Obecnie rozumienie tego terminu jest znacznie szersze. Obejmuje ponadto takie sztuki i sporty walki, jak: aikidō, jū-kendō, karate-dō, naginata-dō, iaidō, jōdō, battōdō, shōrinji kenpō i sumō.
Tradycyjne dziedziny budō często określane są terminem koryū, natomiast wywodzące się z nich nowoczesne japońskie sztuki walki i dyscypliny sportowe określa się jako gendai-budō.